# ゴンファロニエーレ
ゴンファロニエーレ（伊: gonfaloniere）は、ルネッサンス期のイタリアで用いられた政治的な称号である。特定の地域コミュニティなどなんらかの集団のリーダーが就任する職であり、その集団の旗（国旗・市旗など）を指すイタリア語 gonfalone （ゴンファローネ）に由来する。日本語に直訳すれば「旗手」。
著名なものとして、フィレンツェの「正義の旗手（ゴンファロニエーレ・ディ・ジュスティツィア）」がある。13世紀に創設されて以降、断続的に任命され、その役割や権限も変遷があるが、1492年から1512年までのメディチ家の僭主支配を排除した時期、フィレンツェの元首の称号が「正義の旗手」であった。1502年以降終身制となり、メディチ家の復帰で亡命するまでピエロ・ソデリーニがその地位を担った。
また「正義の旗手」はボローニャのシニョーレであるベンティヴォーリオ家の当主が名乗ったことがある。
ローマでは、ローマ教皇が自分を軍事的に支えてくれる王侯に与えた教会の旗手（伊: Gonfaloniere della Chiesa）がある。